# Agarna malayi
Agarna malayi är en kräftdjursart som beskrevs av Tiwari 1952. Agarna malayi ingår i släktet Agarna och familjen Cymothoidae. Inga underarter finns listade i Catalogue of Life.